# 格羅德諾車站
格羅德諾車站是白俄羅斯格羅德諾的主要鐵路車站。

## 歷史

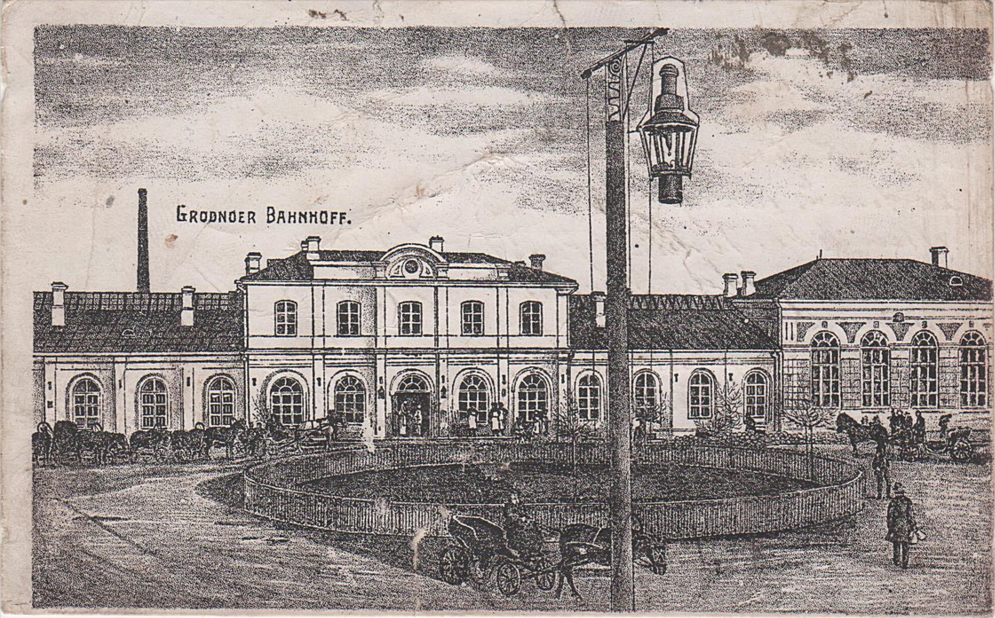
1915-18年的車站

格羅德諾車站啟用於1862年12月15日，最初是一座木造站房。1868，車站重建為一棟折衷主義風格建築，在第二次世界大戰期間，車站被摧毀，之後在1944年和1948年以原外觀重建。
1986年車站再度改建。